# Sărmășag (gmina)
Sărmășag – gmina w Rumunii, w okręgu Sălaj. Obejmuje miejscowości Ilișua, Lompirt, Moiad, Poiana Măgura, Sărmășag i Țărmure. W 2011 roku liczyła 6092 mieszkańców.